# INDEAR
INDEAR (Instituto Nacional de Agrobiotecnología de Rosario) es una empresa argentina de investigación y desarrollo en el sector de la biotecnología agropecuaria. Surge a partir de la cooperación entre las empresas Bioceres y Biosidus junto al ente estatal de ciencia Conicet.

## Historia
En 2004 las empresas de biotecnología Bioceres y Biosidus firman un convenio con el Conicet para crear el Instituto Nacional de Agrobiotecnología de Rosario, en la provincia de Santa Fe. Cada empresa se comprometió a invertir 5 millones de dólares para construirlo y equiparlo, mientras que el Conicet aportaría el predio y los investigadores. El convenio estipula que los royalties generados por la tecnología desarrollada por INDEAR sean compartidos por los socios privados, Conicet y la Universidad Nacional del Litoral.
En septiembre de 2009 Bioceres se convirtió en la única empresa responsable de Indear, luego de que Biosidus le cediera su paquete accionario. En diciembre del año siguiente la empresa inauguró su nuevo edificio que demandó tres años de construcción y una inversión de 17 millones de pesos.
En 2015 INDEAR se asocia con el laboratorio CIBIC para crear la empresa Héritas, dedicada a la medicina de precisión.
En octubre de 2018, el gobierno nacional autorizó la comercialización por parte de INDEAR de una variedad de soja genéticamente modificada. Esta variedad, creada en conjunto con el grupo de Raquel Chan en la UNL, tiene tolerancia a la sequía y el glifosato.